# Río Mayo (vattendrag)
Río Mayo är ett vattendrag i Colombia. Det ligger i den sydvästra delen av landet, 500 km sydväst om huvudstaden Bogotá.